# Lijst van afleveringen van Klaas kan alles (seizoen 2)
Dit is een lijst van afleveringen van Klaas kan alles seizoen 2. In de schema's staan de opdrachten weergegeven, het resultaat en notities.

## Afleveringen

### Aflevering 1
Uitzenddatum: 11 september 2016
| Item                                                   | Geslaagd? | Notities |
| ------------------------------------------------------ | --------- | --- |
| Bijna onmogelijke missie: een blikseminslag overleven. | Ja        | Als eerste ging Klaas informatie inwinnen, onder andere bij weerman Gerrit Hiemstra en wetenschapper Diederik Jekel. Laatstgenoemde raadde hem aan gebruik te maken van een kooi van Faraday. In een onderzoekslaboratorium in Delft heeft Klaas dus inderdaad in een dergelijke constructie plaatsgenomen, maar aangezien hij zelf niet werd getroffen door de bliksem, was het nog niet voldoende. Daarop trok hij bij een ander laboratorium in Utrecht een speciaal harnas aan dat ook als een kooi van Faraday werkt en daarmee overleefde hij inderdaad de bliksem. |
| Duel tegen professional: chef-kok                      | Ja        | Bij dit duel nam Klaas het op tegen de professionele chef-kok Michael Verswijveren. Hij gebruikte een SmartPan die precies aangaf of de pan op de juiste temperatuur was en wanneer de inhoud gaar was. Zo bereidde hij twee gerechten. De gerechten werden beoordeeld door Alain Caron. Klaas kon Michael bij het eerste gerecht, een zalm kon Klaas de chef-kok niet de baas, maar bij het tweede, een biefstuk, wel. |
| Bijzonder beroep: autorensportofficial                 | Ja        | Bij deze opdracht ging Klaas aan de slag als autorensportofficial op het circuit van Zandvoort om vlaggen te zwaaien. Hij kreeg instructies van een professionele autorensportofficial en liep een dagje met hem mee. |

### Aflevering 2
Uitzenddatum: 18 september 2016
| Item                                           | Geslaagd? | Notities |
| ---------------------------------------------- | --------- | --- |
| Bijna onmogelijke missie: surfen zonder golven | Ja        | Als eerste ging Klaas samen met watersporter Rick Daman suppen, maar daar kon niet mee gesurft worden. Met Adrien Raza probeerde hij daarna te skimboarden, maar daar boekte hij niet veel succes mee. Uiteindelijk slaagde hij er met een elektrisch surfboard in om de missie te volbrengen. |
| Duel tegen professional: bowler                | Nee       | Klaas nam het in dit duel op tegen bowlingkampioen Ramon Hilferink. Hij gebruikte hier een radiografisch bestuurbare bowlingbal voor. Echter ging Klaas genadeloos af: hij verloor de wedstrijd met 96 tegen 213.                                                                              |
| Bijzonder beroep: achtbaancontroleur           | Ja        | Bij deze opdracht ging Klaas bij het Duitse attractiepark Phantasialand aan de slag als achtbaancontroleur. Hij controleerde de achtbanen op beschadigingen en maakte er ook een ritje mee. De opdracht slaagde.                                                                               |

### Aflevering 3
Uitzenddatum: 25 september 2016
| Item                                              | Geslaagd? | Notities |
| ------------------------------------------------- | --------- | --- |
| Bijna onmogelijke missie: een autobrand uitblazen | Nee       | Om te beginnen ging Klaas informatie inwinnen over verschillende blusmethoden. Met die informatie op zak ging hij uiteindelijk bij een wetenschapper langs die hem een aantal vuren liet doven met behulp van een vortexkanon. Een autobrand zou hier echter niet gedoofd mee kunnen worden. Dit trachtte Klaas uiteindelijk te doen met blusballen. Het lukte hem uiteindelijk niet om het vuur te doven. |
| Duel tegen professional: wiskundeknobbels         | Nee       | Bij dit duel nam Klaas het op tegen een drietal wiskundeknobbels om zo goed mogelijk een wiskundetoets te maken. Klaas gebruikte een speciale app waarmee hij een opgave kon scannen en zo het antwoord kon krijgen met berekening erbij. Klaas had alle sommen goed, maar een van zijn opponenten, die ook alles goed had, was aanzienlijk sneller dan hij.                                               |
| Bijzonder beroep: mascotte                        | Ja        | Dit keer ging Klaas als bijzonder beroep aan de slag als mascotte Adam bij het Europese kampioenschappen atletiek 2016. Hij slaagde. |

### Aflevering 4
Uitzenddatum: 2 oktober 2016
| Item                                                               | Geslaagd? | Notities |
| ------------------------------------------------------------------ | --------- | --- |
| Bijna onmogelijke missie: de 100 meter binnen 10 seconden afleggen | Nee       | Om te beginnen ging Klaas trainen met hardloper Bram Som. Daarna volgde er een bodycheck in een onderzoekslaboratorium om te zien wat er verder nog verbeterd kon worden. Hier kwam naar voren dat Klaas misschien tot 14 of 13 seconden zou komen, maar dit zou niet genoeg zijn om de missie te doen slagen. Voor de laatste poging reisde hij af naar Londen, waar hij jumping stilts-expert Simeon Kiola ontmoette. Op dergelijke stelten kan men heel hoog springen en heel hard rennen. Ze gingen naar een atletiekbaan in de buurt voor training en uiteindelijk te proberen om onder de 10 seconden de 100 meter af te leggen. Simeon slaagde erin om het in een tijd van 9"87 seconden te doen. Klaas had een snelste tijd van 13"26 seconden en slaagde daarmee niet in zijn opdracht. |
| Duel tegen professional: sportvisser                               | Nee       | Klaas nam revanche tegen Marco Kraal, die hem in een eerder duel versloeg. De bedoeling was om een zo groot mogelijke vis te vangen. Marco ving meerdere vissen, waarvan de grootste 1 meter en 10 centimeter groot was. Klaas gebruikte een fishfinder, een soort voerboot met een radar waarop vis gespot kon worden. Verder kon er voer mee in het water gegooid kon worden waarmee vissen gelokt konden worden. Klaas sloeg hiermee ook meerdere vissen aan de haak, maar slechts één daarvan haalde hij er daadwerkelijk binnen. Deze was 61 centimeter groot. Voor de tweede keer slaagde Klaas er niet in om Kraal te verslaan. |
| Bijzonder beroep: LEGO-artiest                                     | Ja        | Klaas bracht een bezoek aan Dirk Denoyelle, een Vlaams LEGO-kunstenaar die meer dan drie miljoen LEGO-blokjes in zijn atelier heeft liggen. Hij kreeg de opdracht om zichzelf na te maken van LEGO. Het kostte hem moeite, maar het lukte wel. |

### Aflevering 5
Uitzenddatum: 9 oktober 2016
| Item                                           | Geslaagd? | Notities |
| ---------------------------------------------- | --------- | --- |
| Bijna onmogelijke missie: vliegen zonder motor | Ja        | Om te beginnen ging Klaas bij de Technische Universiteit Delft om informatie in te winnen over vliegen met behulp van heel veel ballonnen. Met 25 ballonnen werd een miniatuur Klaas opgetild, maar om Klaas zelf de lucht in te krijgen, zouden er 4000 ballonnen nodig zijn, wat in de praktijk niet zou werken. Als tweede ging Klaas indoor skydiven. Hij bleef in de lucht, maar werd wel door twaalf grote motoren in de lucht gehouden, waardoor niet gesproken kon worden van vliegen zonder motor. Om de missie uiteindelijk toch tot een goed einde te brengen, reisde Klaas af naar Frankrijk om de Aéroplume uit te proberen, een soort blimp zonder motor, maar met vleugels die Klaas met zijn armen kon bewegen om zo vooruit te komen. Hiermee kon hij inderdaad vliegen en zo slaagde hij in zijn missie. |
| Duel tegen professional: speurhond             | Nee       | De bedoeling van het duel deze keer was om zo snel mogelijk een boef te vinden die een koffer zou jatten. Hiervoor nam Klaas het op tegen een speurhond. Klaas maakte gebruik van een zender die hij van tevoren in de koffer had gestopt waardoor hij met behulp van een tablet kon zien waar de boef (met koffer) zich bevond. Echter bleek deze gadget pas aan te slaan op het moment dat Klaas dicht genoeg in de buurt was. In de tussentijd had de speurhond de boef allang gevonden. |
| Bijzonder beroep: golfballenduiker             | Ja        | Klaas liep een dagje mee met een golfballenduiker. Hij dook de ballen niet alleen op, maar maakte de opgedoken ballen vervolgens nog schoon en sorteerde ze ook op merk en type. Hij slaagde. |

### Aflevering 6
Uitzenddatum: 16 oktober 2016
| Item                                                            | Geslaagd? | Notities |
| --------------------------------------------------------------- | --------- | --- |
| Bijna onmogelijke missie: driegangenmenu maken op zonne-energie | Ja        | Als eerste probeerde Klaas met topkok Pierre Wind een ei te bakken op de motorkap van een auto. Dit duurde echter te lang. De tweede poging was met een zonnebarbecue. Hier kon inderdaad mee gebarbecued worden, maar voor een driegangenmenu bleek het toestel ongeschikt. Uiteindelijk slaagde Klaas in zijn missie met een zogeheten paraboolkoker. In deze zonneoven werden de drie verschillende gangen gekookt en deze werden positief beoordeeld door culinair recensent Joël Broekaert. |
| Duel tegen professional: skeeleraar                             | Nee       | Klaas' tegenstander in dit duel was voormalig marathonschaatser Erik Hulzebosch. Met behulp van elektrische skates probeerde Klaas Hulzebosch te verslaan op de rollerskates. Zo legden ze samen een kort parcours af. Klaas probeerde het meerdere malen, maar hij kon Hulzebosch niet de baas. |
| Bijzonder beroep: stuntcoördinator vuur                         | Ja        | Klaas liep een dagje mee met stuntcoördinator Marco Maas van Stuntteam Hammy de Beukelaer. Klaas werkte mee aan een stuntscène waarin een van de spelers in brand werd gestoken en deze moest op het juiste moment afgeblust worden. Klaas slaagde in zijn opdracht. |

### Aflevering 7
Uitzenddatum: 23 oktober 2016
| Item                                                                    | Geslaagd? | Notities |
| ----------------------------------------------------------------------- | --------- | --- |
| Bijna onmogelijke missie: zonder zuurstof 150 meter onder water zwemmen | Nee       | Om voor deze opdracht te slagen, ging Klaas als eerste proberen te zwemmen met een zeemeerminnenstaart. Dit ging sneller dan gewoon zwemmen, maar 150 meter haalde hij er niet mee. Om de missie kans van slagen te geven, zou Klaas eerst langer zijn adem moeten kunnen inhouden. Een freediver leerde Klaas om zijn adem 2½ minuut in te houden. Met deze vaardigheid ging Klaas voor de ultieme poging. Hij gebruikte ook een onderwaterscooter om sneller door het water te zwemmen en met adem ingehouden probeerde hij drie keer om de magische grens van 150 meter afstand te bereiken. Bij de eerste poging stokte het bij 50 meter, bij de tweede na 100 meter. Bij de laatste poging trachtte hij dan toch die 150 meter te bereiken. Zonder succes echter, want met 120 meter hield het toch echt op. |
| Duel tegen professional: dierentekenares                                | Nee       | Voor het duel van deze week nam Klaas het op tegen een dierentekenares. Ze kregen de opdracht om binnen een uur een portret te tekenen van een hond. De eigenaar van deze hond zou uiteindelijk bepalen wie van de twee dit beter had gedaan. Klaas gebruikte een speciaal soort tekenrobot die, aan de hand van een foto van de hond, het dier kon natekenen. Het baasje verkoos echter de tekening van de professionele dierentekenares. |
| Bijzonder beroep: boomhuttenbouwer                                      | Ja        | Klaas bracht een bezoek aan een boomhuttenbouwer en liep een dag met hem mee. Samen bouwden ze aan een boomhut. Klaas slaagde in zijn opdracht. |

### Aflevering 8
Uitzenddatum: 30 oktober 2016
| Item                                      | Geslaagd? | Notities |
| ----------------------------------------- | --------- | --- |
| Bijna onmogelijke missie: een auto bouwen | Ja        | Als opwarmer voor deze opdracht ging Klaas eerst kijken bij een miniatuurautobouwer. Hier slaagde hij erin om een miniatuurauto in elkaar te zetten, maar hij zou er niet in kunnen rijden. In de hoop toch een echte auto te bouwen, bracht Klaas een bezoek aan een opleiding voor monteur. Hier kon hij het vak proeven van automonteur. Een automotor in elkaar sleutelen bleek echter te hoog gegrepen voor hem. Toch eindigde de opdracht uiteindelijk in euforie, toen hij er in het laatste gedeelte van de uitzending in slaagde om een kitcar in elkaar te sleutelen en hier ook in te rijden. |
| Duel tegen professional: honkballer       | Nee       | In het laatste duel van dit tweede seizoen nam Klaas het op tegen honkballer Ryan Miner. Beiden kregen ze drie pogingen om een honkbal zo ver mogelijk weg te slaan. Klaas gebruikte een speciale knuppel die hem via een tablet kon instrueren hoe hij de bal moest raken om hem zo ver mogelijk weg te slaan. Op het hoogtepunt slaagde Klaas erin de bal 42 meter ver weg te slaan. Echter sloeg de honkballer de bal veel verder weg, waardoor ook het laatste duel van dit seizoen door Klaas werd verloren.                                                                                        |
| Bijzonder beroep: cowfitter               | Ja        | De opdracht voor Klaas was om een koe mooi te knippen en te scheren voor een show. Dit deed hij onder begeleiding van een professionele cowfitter. Hij slaagde in zijn opdracht. Voor het tweede achtereenvolgende seizoen slaagde Klaas in al zijn bijzondere beroepen. |

## Statistieken
| Type opdracht            | Aantal geslaagd | Slagingspercentage |
| ------------------------ | --------------- | ------------------ |
| Bijna onmogelijke missie | 5/8             | 62,5%              |
| Duel tegen professional  | 1/8             | 12,5%              |
| Bijzonder beroep         | 8/8             | 100%               |
| Totaal                   | 14/24           | 58,3%              |